# Apollo-asteroide
En Apollo-asteroide er en småplanet, hvor banens halve storakse er større end 1,000 AE og perihelium-afstanden er mindre end 1,017 AE.
Typen Apollo-asteroider er opkaldt efter småplaneten 1862 Apollo, som netop har disse karakteristika.
Apollo-asteroider er blandt de nærjords-asteroider, som kan risikere at støde sammen med Jorden.

## Apollo-asteroider
- (1566) Icaros
- (1862) Apollo
- 2004 AS1
- 2009 DD45
- 2024 YR4

## Andre nærjords-asteroidetyper
- Aten-asteroider
- Amor-asteroider